# Villanova titicacensis
Villanova titicacensis là một loài thực vật có hoa trong họ Cúc. Loài này được (Meyen & Walp.) Walp. miêu tả khoa học đầu tiên năm 1843.